# توتس كلومب (باركشير)
توتس كلومب (بالإنجليزية: Tutts Clump)‏ هي قرية تقع في المملكة المتحدة في جنوب شرق إنجلترا.